# Kazuya Kawabata
Kazuya Kawabata (japanisch 河端 和哉 Kawabata Kazuya; * 22. Oktober 1981 in Hokkaido) ist ein ehemaliger japanischer Fußballspieler.

## Karriere
Kawabata erlernte das Fußballspielen in der Schulmannschaft der Aomori Yamada High School und der Universitätsmannschaft der Sapporo-Universität. Seinen ersten Vertrag unterschrieb er 2003 bei den Consadole Sapporo. Der Verein spielte in der zweithöchsten Liga des Landes, der J2 League. Für den Verein absolvierte er zwei Ligaspiele. 2005 wechselte er zu Rosso Kumamoto (heute: Roasso Kumamoto). 2007 wurde er mit dem Verein Vizemeister der Japan Football League und stieg in die J2 League auf. Für den Verein absolvierte er 72 Ligaspiele. 2010 wechselte er zum Ligakonkurrenten Giravanz Kitakyushu. Für den Verein absolvierte er 21 Ligaspiele. 2012 wechselte er zum Drittligisten V-Varen Nagasaki. 2012 wurde er mit dem Verein Meister der Japan Football League und stieg in die J2 League auf. Für den Verein absolvierte er 28 Ligaspiele. Im Juli 2013 wechselte er zum Drittligisten FC Ryūkyū. Danach spielte er bei den ReinMeer Aomori FC. Ende 2017 beendete er seine Karriere als Fußballspieler.